# Solpuga praedatrix
Solpuga praedatrix är en spindeldjursart som beskrevs av Lawrence 1968. Solpuga praedatrix ingår i släktet Solpuga och familjen Solpugidae. Inga underarter finns listade i Catalogue of Life.